# Concours international pour chorégraphes de Hanovre
Le Concours international pour chorégraphes de Hanovre (en allemand : Internationaler Wettbewerb für Choreografen) est un concours pour chorégraphes qui a lieu à Hanovre en Allemagne.
Le concours a été créé en 1986 pour récompenser des chorégraphes de talents ayant marqué la scène de la danse durant l'année écoulée.

## Lauréats
- 1992 : Antonio Gomes

- 2001 : Annabelle Lopez Ochoa